# Vangueria infausta
Espèce
Vangueria infausta est une espèce de plantes à fleurs de la famille Rubiaceae. C'est un arbre originaire du sud et de l'est de l'écozone afrotropicale. Le fruit au goût similaire à celui de la pomme est consommé par l'homme. L'épithète spécifique « infausta » renvoie au malheur qui est censé s'abattre sur ceux qui brûlent ce bois.

## Liste des sous-espèces et variétés
Selon Catalogue of Life (11 mars 2015) :
- sous-espèce Vangueria infausta subsp. infausta
- sous-espèce Vangueria infausta subsp. rotundata
- variété Vangueria infausta var. campanulata